# Minueto en fa mayor, KV 4 (Mozart)

Retrato de Mozart a la edad de seis años. Pintura encargada por Leopold Mozart, 1763.

El Minueto para teclado en fa mayor, K. 4 es una breve pieza musical compuesta por Wolfgang Amadeus Mozart en Salzburgo, el día 11 de mayo de 1762, cuando tan solo contaba con seis años de edad. Esta pieza de música es la novena composición de Mozart, y se encuentra recogida en el conocido como Nannerl Notenbuch, un pequeño cuaderno que Leopold Mozart, el padre de Wolfgang, empleaba para enseñar música a sus hijos. La pieza fue puesta por escrito por Leopold, en tanto que el pequeño Wolfgang no sabía escribir música por entonces, dada su corta edad.

## Descripción
Es una pieza muy breve, compuesta por solo veinticuatro compases, de unos cuarenta y cinco segundos de duración, y está en la tonalidad de fa mayor. Suele ser interpretada en el clavicémbalo, aunque en su ejecución pueden emplearse otros instrumentos de teclado.

## Análisis
El minueto, recogido en la primera colección de obras de Mozart, es de tempo más bien moderado, en compás de 3/4. La pieza consta de un primer motivo de un solo compás, que a aparece en la primera semifrase, formada por los cuatro primeros compases. A continuación, ya en los compases quinto y sexto, se presenta un nuevo motivo, derivado del primero, con el que se construye la segunda semifrase, la cual concluye con una semicadencia, haciéndose una flexión a la tonalidad de la dominante. Seguidamente, aparece una progresión por segundas ascendentes en la que se utiliza un motivo derivado también del primero. Ya en el compás 15, se produce la reexposición, que emplea los mismos motivos de la exposición pero adaptados a la nueva armonía, finalizando con una cadencia auténtica.
El comienzo de la pieza es tético y los ornamentos que aparecen a lo largo de la misma son los trinos de los compases 3, 11, 13 y 17, y las apoyaturas de los compases 10 y 24. Es especialmente llamativo el súbito cambio de registro que emplea Mozart en la reposición de la primera semifrase de la reexposición, recurso no utilizado en la exposición y que contribuye a darle variedad a la pieza.